# Kernkraftwerk Sizewell
Das Kernkraftwerk Sizewell ist beim Fischerdorf Sizewell im County Suffolk in England gelegen und besteht aus den beiden Anlagen Sizewell A und Sizewell B. Eine dritte Anlage, Sizewell C, mit zwei Reaktoren ist derzeit (2024) in Planung.

## Sizewell A
Die Anlage Sizewell A besteht aus zwei Magnox-Reaktoren mit zusammen 420 MW installierter Leistung. Die thermische Leistung beträgt 1000 MW. Die erste Netzsynchronisation erfolgte für beide Blöcke im Jahr 1966.
Beide Reaktoren wurden aus wirtschaftlichen Gründen nach 40 Jahren Betriebsdauer Ende 2006 abgeschaltet. Der Rückbau kostet schätzungsweise 1,2 Milliarden britische Pfund.

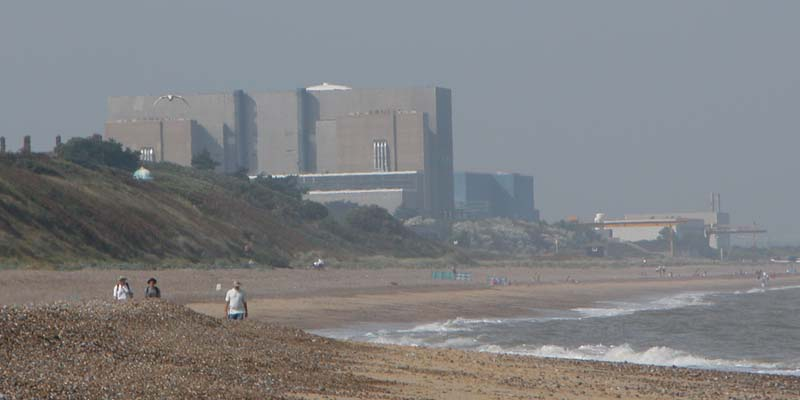
Kernkraftwerk Sizewell
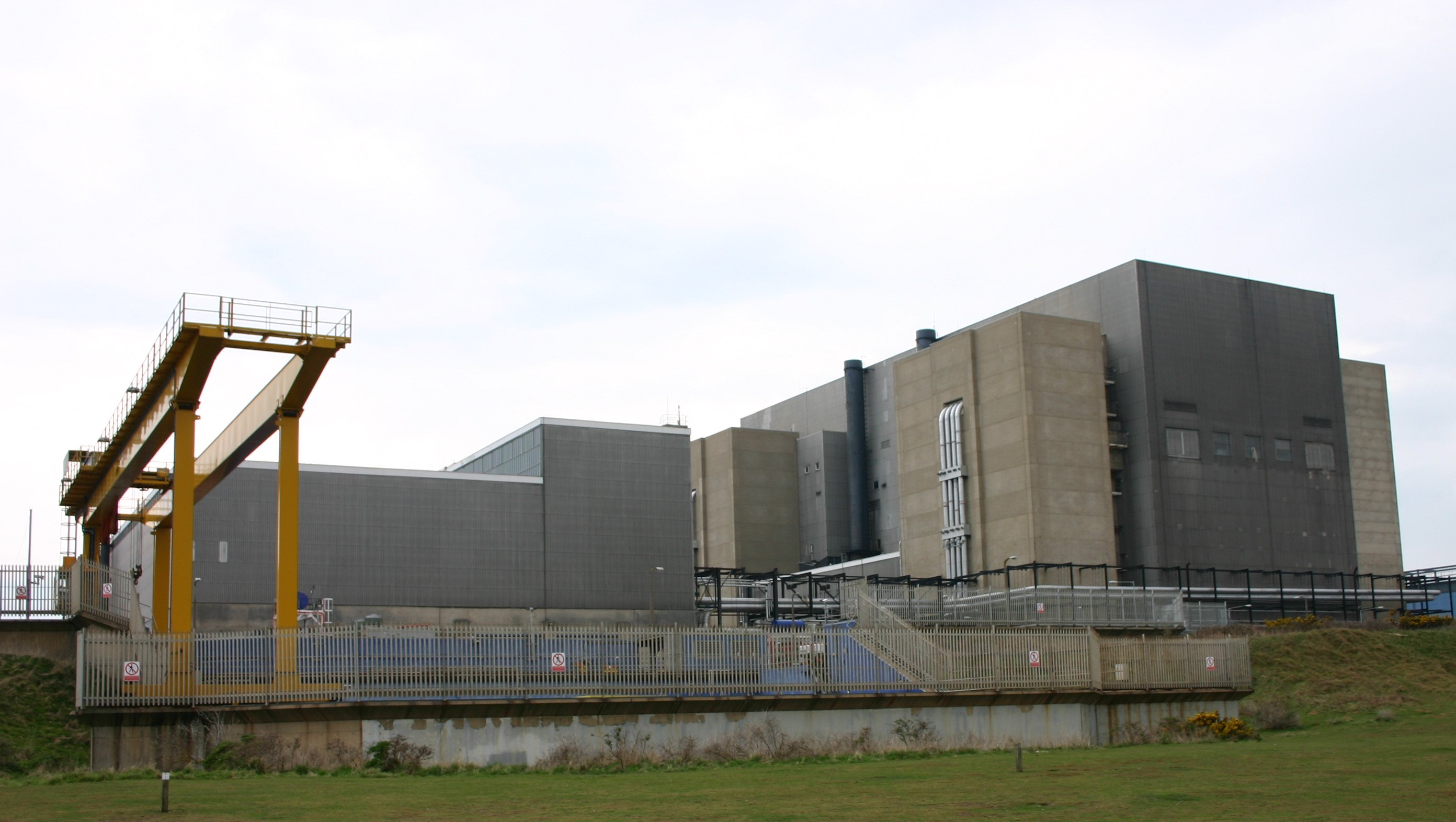
Sizewell A

## Sizewell B
Sizewell B verfügt über den einzigen Druckwasserreaktor eines Kernkraftwerks im Vereinigten Königreich. Er wurde zwischen 1988 und 1995 errichtet und war für eine Nettoleistung von 1188 MW projektiert. Im Jahr 2005 wurde eine Steigerung der thermischen Leistung um 1 % auf 3479 MWt und damit eine Erhöhung der Nettoleistung auf 1195 MWe erreicht, wenngleich dies von der Meerwassertemperatur abhängig ist.
EDF gab im März 2022 (kurz nachdem Russland einen völkerrechtswidrigen Angriffskrieg auf die Ukraine begonnen hatte), eine Verlängerung der Laufzeit von Sizewell B um 20 Jahre über 2035 hinaus anzustreben. Die Entscheidung über die dafür nötigen Investitionen in Höhe von 500 bis 700 Millionen britischen Pfund wolle EDF im Jahr 2024 treffen.
EDF kündigte im Januar 2024 an, die Laufzeiten von vier seiner britischen Kernkraftwerke verlängern zu wollen. Man wolle Sizewell B bis 2055 betreiben.

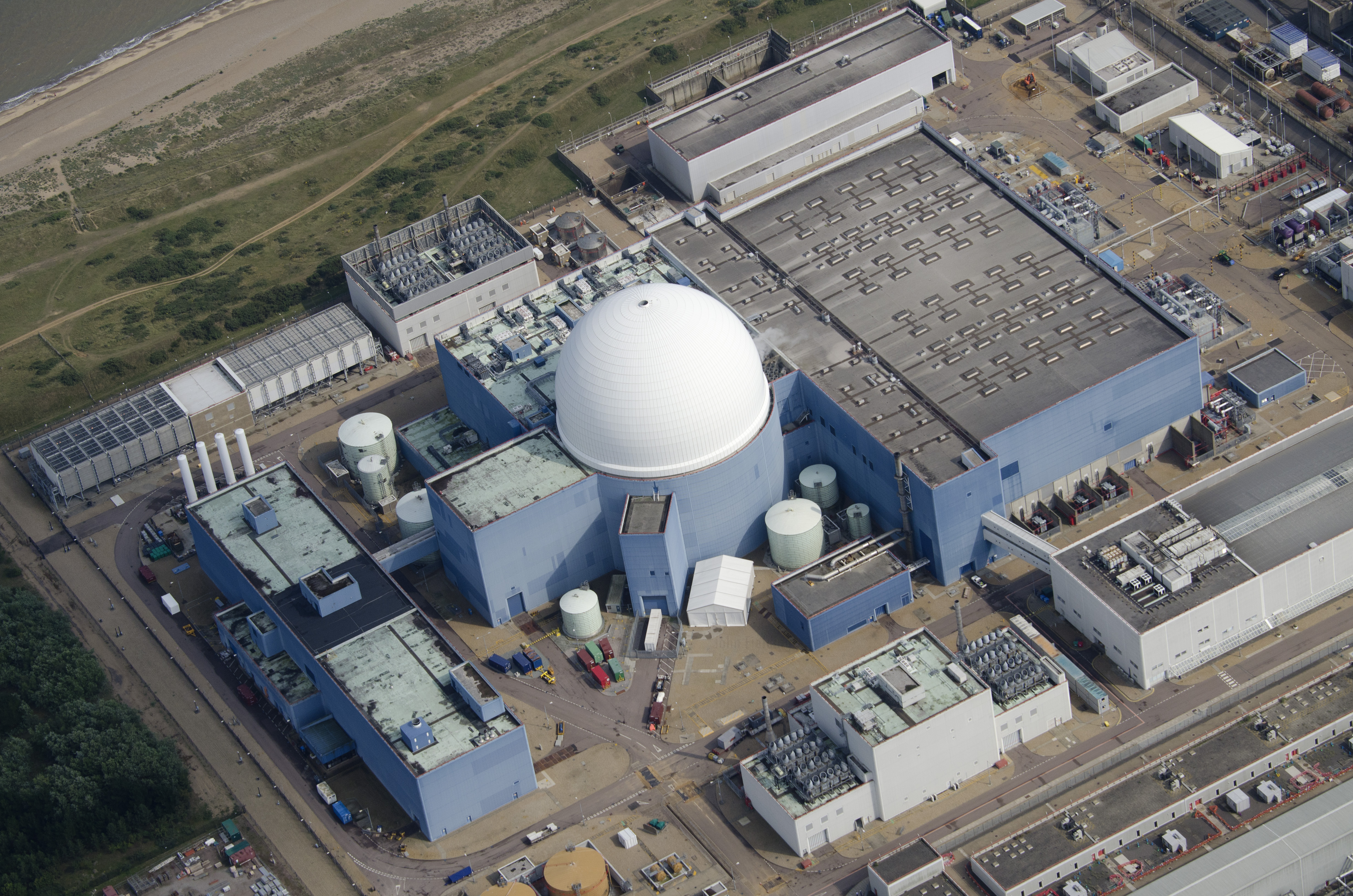
Sizewell B
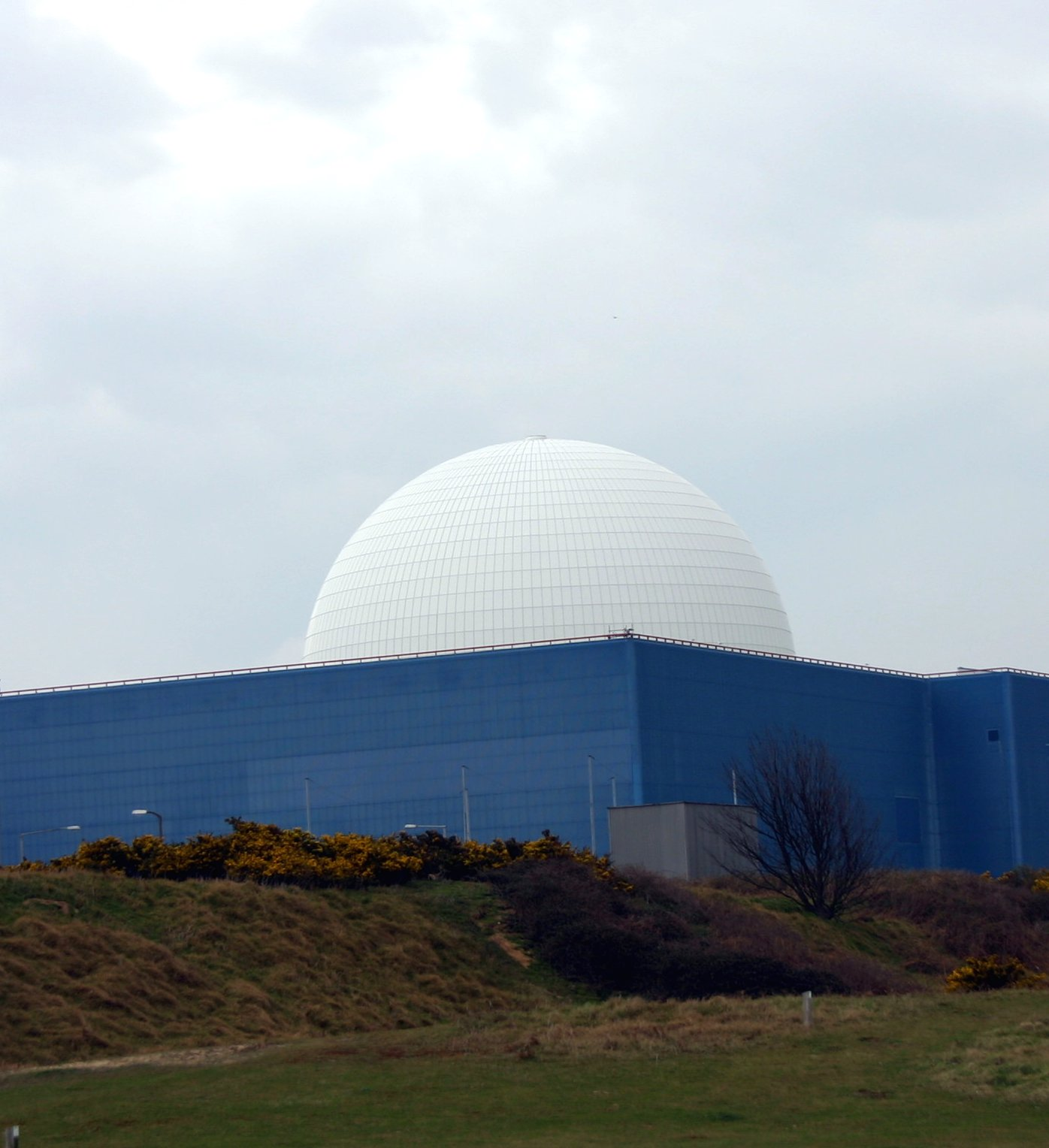
Reaktorgebäude von Sizewell B

## Sizewell C

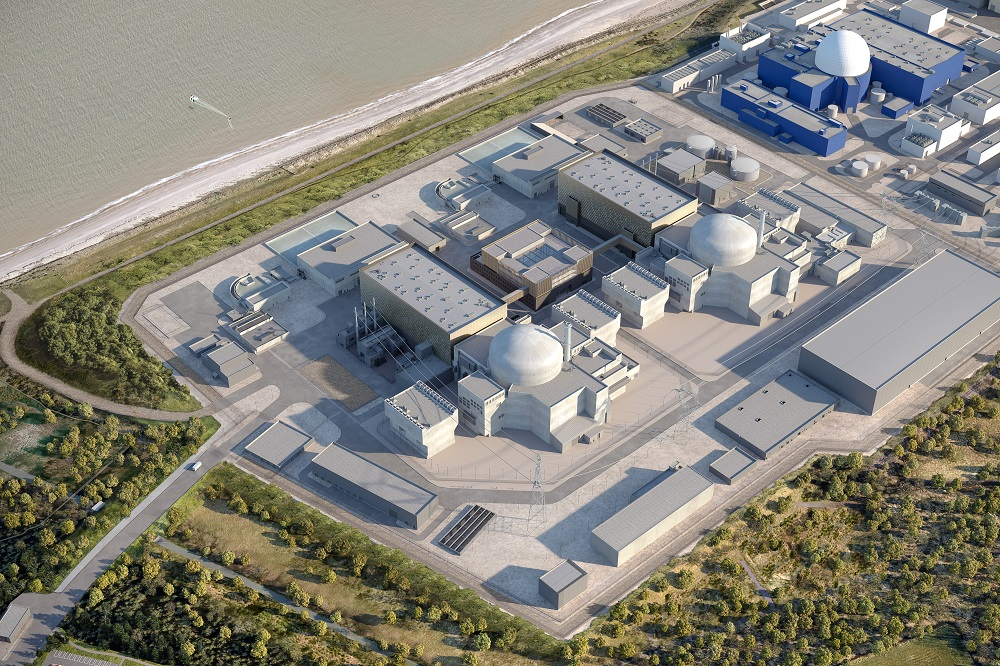
Entwurf von Sizewell C mit Sizewell B in der rechten oberen Ecke

Seit dem Verkauf von British Energy an Électricité de France (EDF) im Februar 2009 gab es konkreter werdende Pläne für ein neues Kraftwerk mit zwei Reaktoren in Sizewell. Dort gibt es bereits eine Vereinbarung zum Netzanschluss für ein neues Kernkraftwerk. Die geplante Laufzeit beträgt 60 Jahre. Die Regierung schätzte damals, dass die beiden 1600 MW-Reaktoren, zusammen mit den geplanten Einheiten in Hinkley Point, circa 13 % des Elektrizitätsbedarfs des Vereinigten Königreichs decken würden. EDF plante das EPR-Design von Areva für alle Kernkraftwerksneubauten in UK einzusetzen. Ähnliche Reaktoren wurden in Finnland und China gebaut, ein weiterer ist in Frankreich in Bau.
Am 18. Oktober 2010 bezeichnete die britische Regierung Sizewell als einen von acht geeigneten Standorten für neue Kernkraftwerke.
Der Betreiber Électricité de France und die chinesische Gesellschaft CGN schlossen im September 2016 Verträge zur Entwicklung von Sizewell C ab. Im Mai 2020 wurde der Bau offiziell beantragt.
Im Mai 2021 gab die britische Regierung bekannt, dass sie die geplante Errichtung einer Direct-air-capture-Anlage zum Ausfiltern von Kohlenstoffdioxid (CO2) aus der Luft bei Sizewell C mit einer Viertelmillion Pfund fördern will.
Im Oktober 2021 erklärte die britische Regierung, noch vor der Wahl im Jahr 2024 ein neues Kernkraftwerk finanzieren und genehmigen zu wollen. Sizewell wurde dabei als potentieller Standort genannt.
Am 20. Juli 2022 gab die Regierung die Genehmigung zum Bau von zwei EPR-Reaktoren am Standort Sizewell und nannte für das Projekt eine Kostenerwartung von 20 Milliarden GBP.  Die finale Investitionsentscheidung wurde für 2023[veraltet] erwartet. Finanziert werden sollen die Reaktoren nicht wie Hinkley Point C über einen Differenzvertrag mit fester Einspeisevergütung, sondern über eine bereits während des Baus des Kraftwerks erhobene Umlage für die Stromverbraucher (sog. Regulated-Asset-Base-Modell). Die Regierung setzte sich mit der Entscheidung über Bedenken des britischen Planning Inspectorate hinweg, das insbesondere bemängelt hatte, dass keine ausreichende Frischwasserversorgung für Bau und Betrieb der neuen Blöcke sichergestellt sei.
Im Januar 2025 berichtete die Financial Times, dass die Gesamtkosten für den Bau von Sizewell C knapp 40 Milliarden GBP (in Preisen von 2025) betragen könnten. EDF bestritt Kosten in dieser Höhe, nannte selbst aber keine Summe.

## Daten der Reaktorblöcke
Das Kernkraftwerk Sizewell hat insgesamt drei Blöcke:
| Reaktorblock | Reaktortyp         | Netto- leistung | Brutto- leistung | Baubeginn  | Netzsyn- chronisation | Kommerzieller Betrieb | Abschaltung |
| ------------ | ------------------ | --------------- | ---------------- | ---------- | --------------------- | --------------------- | ----------- |
| Sizewell-A1  | Magnox-Reaktor     | 210 MW          | 245 MW           | 01.04.1961 | 21.01.1966            | 25.03.1966            | 31.12.2006  |
| Sizewell-A2  | Magnox-Reaktor     | 210 MW          | 245 MW           | 01.04.1961 | 09.04.1966            | 15.09.1966            | 31.12.2006  |
| Sizewell-B   | Druckwasserreaktor | 1195 MW         | 1250 MW          | 18.07.1988 | 14.02.1995            | 22.09.1995            |             |